# Le proprietà dei metalli
Le proprietà dei metalli (englischer Festivaltitel The Properties of Metals) ist ein italienischer Familienfilm unter der Regie von Antonio Bigini aus dem Jahr 2023. Der Film feierte am 18. Februar 2023 auf der Berlinale seine Weltpremiere in der Sektion Generation.

## Handlung
Pietro lebt in den 1970er Jahren in einem italienischen Bergdorf, umgeben der idyllischen Natur Mittelitaliens. Das Leben der Dorfbewohner ist von Einfachheit geprägt. Pietros Vater war hart und streng, die Familie hat große Schulden. Es gibt Gerüchte im Dorf, dass Pietro über psychokinetische Fähigkeiten verfügt. In der Tat kann er Metalle mit nur einer Berührung verbiegen. Ein Wissenschaftler aus den USA untersucht Pietros mysteriöse Gaben. Durch die Experimente begibt sich Pietro in eine unsichtbare Welt, in der seine tiefsten Wünsche physikalische Gesetze außer Kraft setzen.
Der Film ist ein Fantasy-Familiendrama. Er zeichnet ein einfühlsames Porträt des Jungen und hat den Charakter eines Märchens mit düsteren Nuancen. Inspiriert ist er davon, dass Ende der 1970er Jahre Kinder mit vermeintlich psychokinetischen Kräften gefunden wurden. Nach Uri Geller nannte man sie Minigeller.

## Produktion

### Filmstab

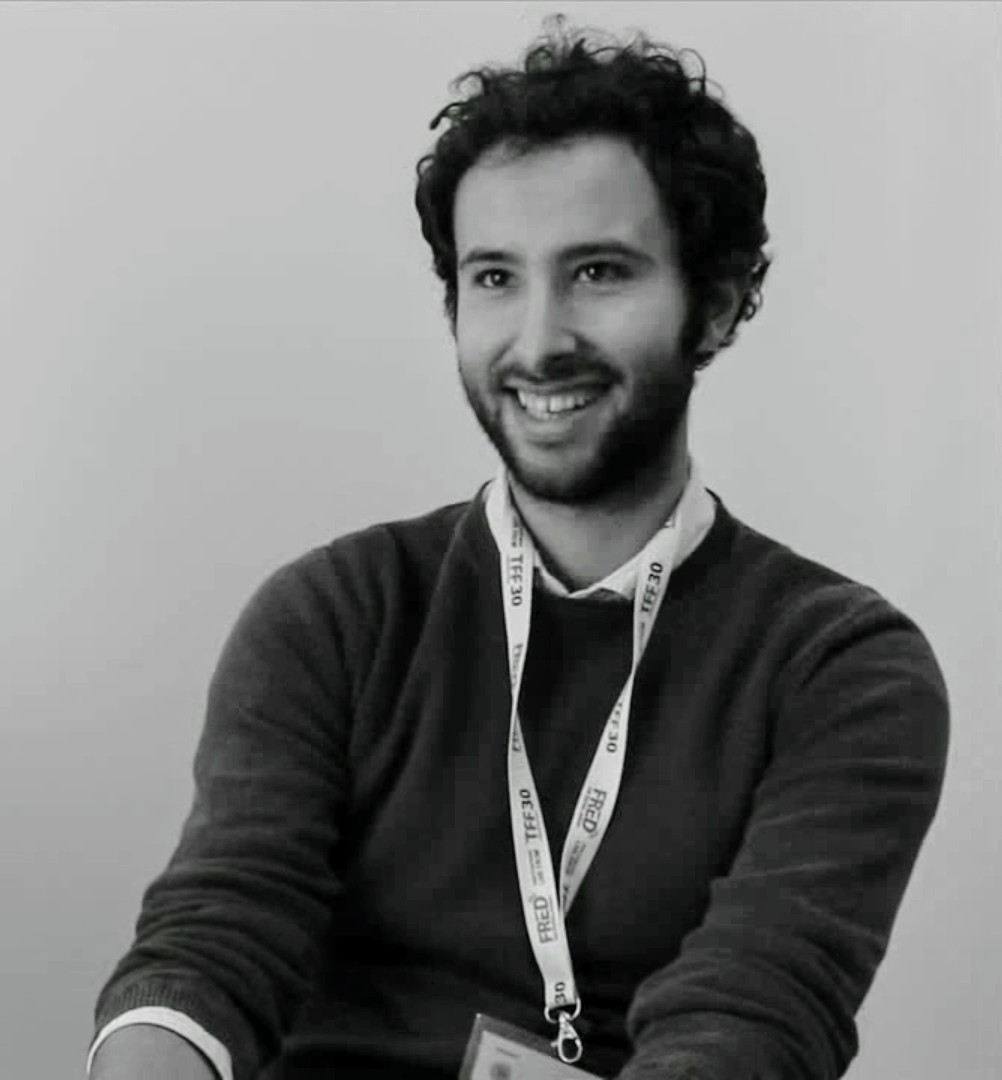
Regisseur Antonio Bigini (2012)

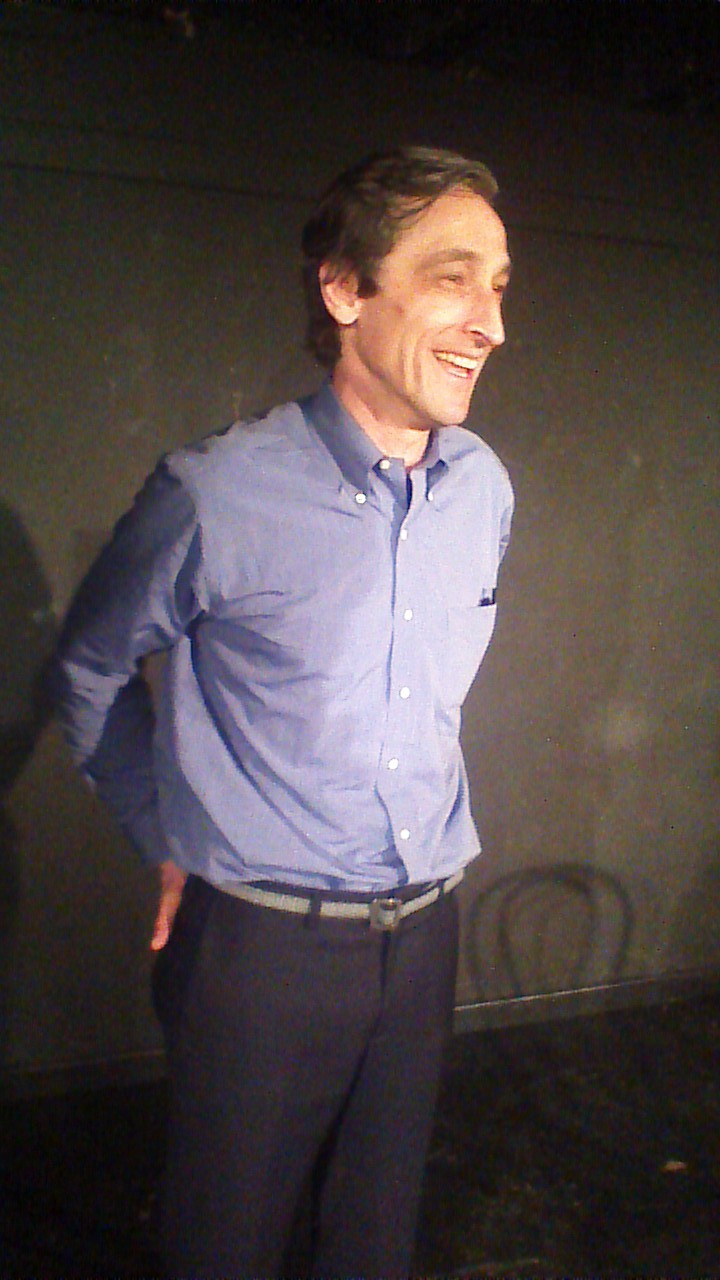
David Pasquesi (2013)

Regie führte der italienische Drehbuchautor, Produzent und Regisseur Antonio Bigini, Le proprietà dei metalli ist sein erster Spielfilm, auch das Drehbuch stammt von ihm.
Die Kameraführung lag in den Händen von Andrea Vaccari, die Musik komponierte Simonluca Laitempergher und für den Filmschnitt war Ilaria Fraioli verantwortlich.
Die Hauptrolle des Pietro spielt der Laiendarsteller Martino Zaccara. Außerdem sind unter anderem Edoardo Marcucci, David Pasquesi und Antonio Buil Pueyo zu sehen.

### Produktion und Förderungen
Produziert wurde der Film von Claudio Giapponesi. Förderungen kamen unter anderem von der Region Emilia-Romagna (Emilia-Romagna Film Commission), der Toscana Film Commission und dem Programm Media der Europäischen Union.

### Dreharbeiten und Veröffentlichung
Mit der Planung des Films wurde bereits 2018 begonnen. Gedreht wurde fernab der Touristenströme, etwa in der Gemeinde Sestino, im Park Sasso Simone und Simoncello, auf dem Friedhof Petrella Massana in derselben Gemeinde und in einigen Waldgebieten in der Gemeinde Badia Tedalda.
Der Film feierte am 18. Februar 2023 auf der Berlinale seine Weltpremiere in der Sektion Generation.
Für den Weltvertrieb ist True Colors zuständig.

## Auszeichnungen und Nominierungen
- 2023: Internationale Filmfestspiele Berlin